# Alexander Gourouli
Alexander Gourouli est un footballeur géorgien, né le 9 novembre 1985 à Batoumi (Union soviétique). Il évolue au poste de milieu offensif.
Il est le fils de l'ancien joueur du Havre AC, Guia Gourouli.

## Biographie

### En club
Alexander est formé en France dans des clubs du nord comme l'USL Dunkerque ou le Calais RUFC, pendant que son père y évoluait.
Il débute en séniors en 2003 avec l'US Boulogne en CFA, avant de rejoindre l'Olympique lyonnais la saison suivante. Chez les Gones, il joue une saison en réserve mais ne persuade pas les dirigeants de le garder. Il passe les trois saisons suivantes en amateur entre l'AS Lyon-Duchère et l'US Lesquin.
En 2008, il passe enfin professionnel avec le club ukrainien du Karpaty Lviv.

### En sélection
Il obtient sa première sélection le 17 novembre 2010 lors d'un match de qualifications pour le championnat d'Europe 2012 en Slovénie.
Alexander entre à la mi-temps et marque un des deux buts de son équipe qui s'impose 2 à 1.

## Palmarès
- FC Dila Gori
  - Vainqueur de la Coupe de Géorgie en 2012.

- Shakhtyor Soligorsk
  - Vainqueur de la Coupe de Biélorussie en 2014.